# Nuit de Cristal
Vous lisez un « article de qualité » labellisé en 2010.
Pour les articles homonymes, voir Kristallnacht.
Ne doit pas être confondu avec Nuit des longs couteaux.

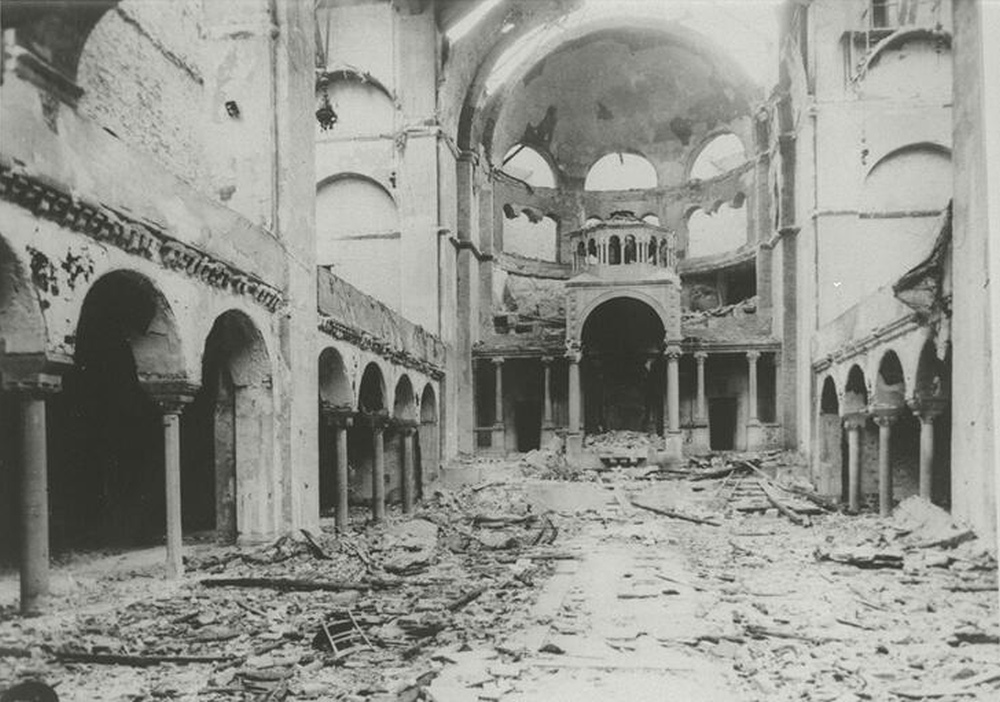
La Synagogue de la Fasanenstraße partiellement détruite à Berlin.

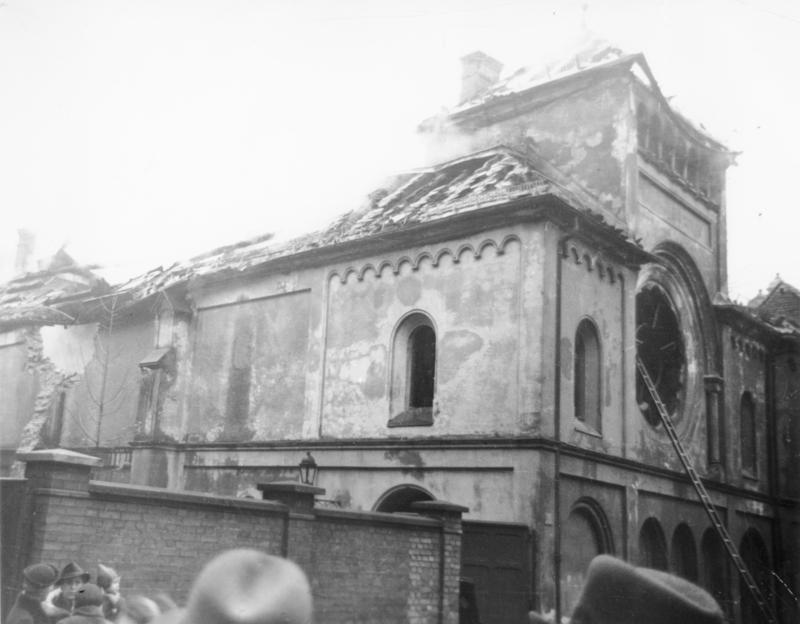
La synagogue orthodoxe Ohel Jakob (Munich) après l'attaque.

Timbre de la République démocratique allemande avec pour mention Niemals wieder Kristallnacht (« Plus jamais de nuit de Cristal »).

La nuit de Cristal (en allemand : Reichskristallnacht, /ˌʁaɪ̯çskʁɪsˈtalˌnaxt/ , aussi connue en Allemand sous le terme de Novemberpogrome, Pogroms du mois de novembre) est le pogrom contre les Juifs du Troisième Reich qui se déroula dans la nuit du 9 au 10 novembre 1938 et dans la journée qui suivit. Ce pogrom a été présenté par les responsables nazis comme une réaction spontanée de la population à la mort le 9 novembre 1938 d’Ernst vom Rath, un secrétaire de l'ambassade allemande à Paris, grièvement blessé deux jours plus tôt par Herschel Grynszpan, un jeune Juif polonais d'origine allemande.
En fait, le pogrom fut ordonné par le chancelier du Reich, Adolf Hitler, organisé par Joseph Goebbels et commis par des membres de la Sturmabteilung (SA), de la Schutzstaffel (SS) et de la Jeunesse hitlérienne, soutenus par le Sicherheitsdienst (SD), la Gestapo et d'autres forces de police.
Sur tout le territoire du Reich, deux cent soixante sept synagogues et lieux de culte furent détruits, 7 500 commerces et entreprises gérés par des Juifs saccagés ; une centaine de Juifs furent assassinés, des centaines d'autres se suicidèrent ou moururent des suites de leurs blessures et près de 70 000 furent déportés en camp de concentration : au total, le pogrom et les déportations qui le suivirent causèrent la mort de 2 000 à 2 500 personnes. Événement majeur de la vague antisémite qui submergea l'Allemagne dès l'arrivée des nazis au pouvoir en janvier 1933, la « nuit de Cristal » fait partie des prémices de la Shoah.
En provoquant cette première grande manifestation de violence antisémite, les nazis voulurent accélérer l'émigration des Juifs[réf. nécessaire], jugée trop lente, en dépit de la politique de persécution et d'exclusion mise en œuvre depuis février 1933. L'objectif fut atteint : le nombre de candidats à l'émigration crût considérablement. Mais, en dépit de l'indignation que l'évènement suscita dans le monde, les frontières des autres pays restèrent fermées.
Marquant une rupture avec la politique nazie de 1933 à 1937, ainsi qu'une étape dans la violence et la persécution antisémites, cet évènement fut également révélateur de l'indifférence des nations au sort des Juifs d'Allemagne et d'Autriche, et de l'incapacité des États démocratiques à contrecarrer les coups de force menés par l'Allemagne de Hitler.

## Le contexte: les mesures antisémites durant le Troisième Reich

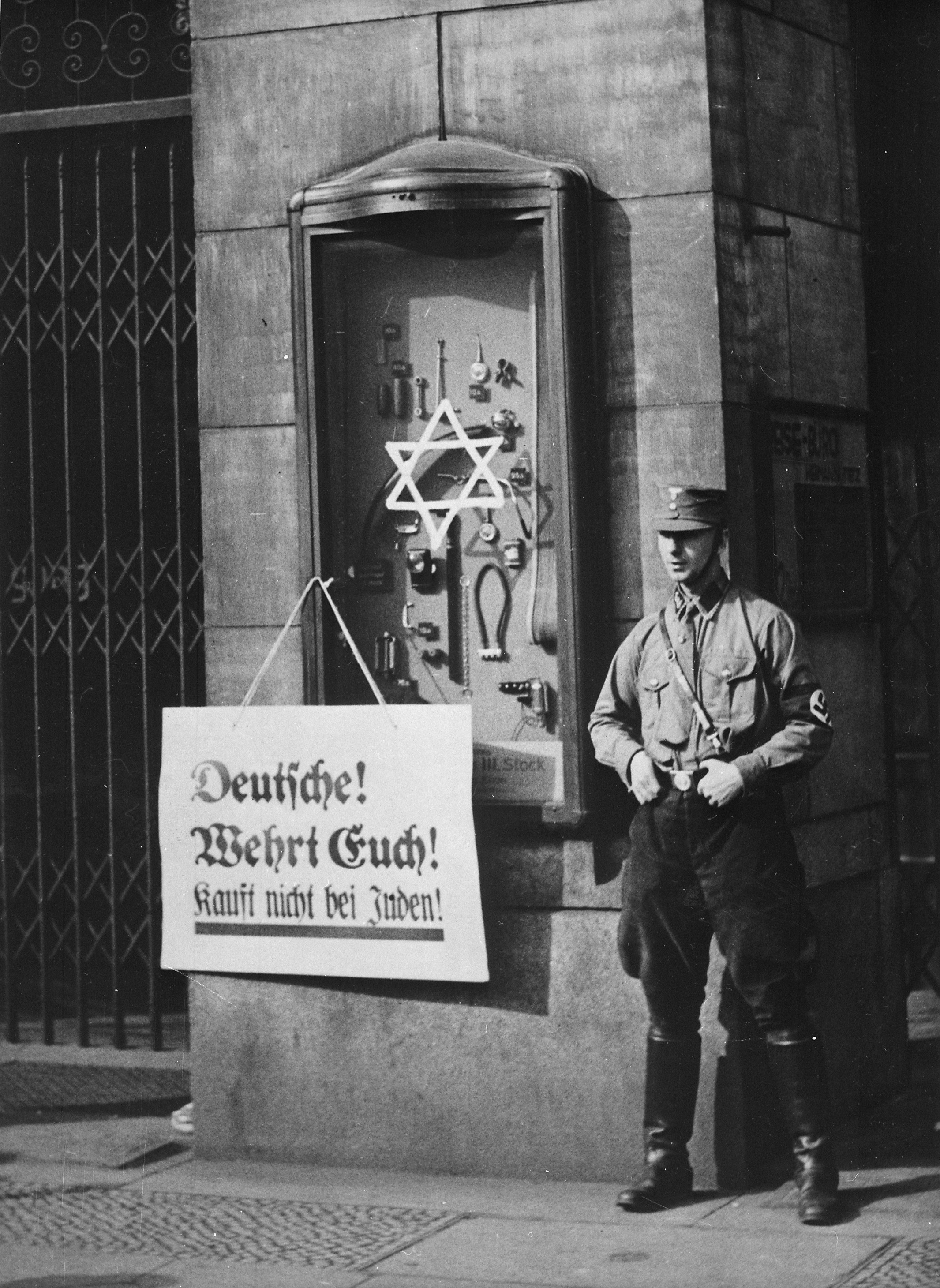
Un SA à côté d'une affiche proclamant : Allemands ! Défendez-vous ! N'achetez pas chez les Juifs !, 1933.

Le programme du NSDAP, rédigé le 24 février 1920, prévoit que « seul peut être citoyen un frère de race (Volksgenosse). [...] Aucun Juif ne peut donc être frère de race » et dans Mein Kampf (1925), Adolf Hitler proclame à de nombreuses reprises son désir de voir l'Allemagne « libérée des Juifs » (Judenfrei). Les Juifs sont victimes d'une politique antisémite dès l'arrivée des nazis au pouvoir en janvier 1933. Cette discrimination se traduit notamment par le boycott des commerces juifs, voulu par Hitler, organisé par Julius Streicher et mis en œuvre par la SA, le 1er avril 1933, dans une opération au succès limité et largement condamnée à l'étranger. Au cours du même mois, les Juifs sont exclus de la fonction publique, à quelques rares exceptions près, par le décret sur la restauration du fonctionnariat du 7 avril 1933 et ses règlements d'application.
L'ostracisme envers les Juifs est officialisé le 15 septembre 1935 lors de l'adoption des lois de Nuremberg, principalement la « loi pour la protection du sang et de l'honneur allemands » (« Blutschutzgesetz ») et la « loi sur la citoyenneté du Reich » (« Reichsbürgergesetz »). Ces lois et les décrets qui leur font suite établissent la détermination du caractère juif, demi-juif ou quart de juif (Mischling), en fonction de l'ascendance, interdisent les relations sexuelles et le mariage entre citoyens de sang allemand ou apparentés et Juifs, privent les Juifs de la citoyenneté allemande, ainsi que de la plupart de leurs droits politiques, dont le droit de vote, et les excluent de certaines professions libérales et de l'enseignement.
La campagne anti-juive se durcit en 1937, notamment via l'exposition Le Juif éternel (Der ewige Jude) organisée à Munich, mais surtout au cours de l'année suivante. Début 1938, les passeports des Juifs allemands sont confisqués. Le 26 avril, les Juifs reçoivent l'ordre de faire enregistrer tous les biens qu'ils possèdent, ce qui facilite leur aryanisation. Le 17 août, les prénoms portés par les Juifs sont réglementés et trois décrets additionnels aux lois de Nuremberg définissent la notion d'entreprise juive et interdisent aux Juifs l'exercice de la profession médicale. Tout est fait pour pousser les Juifs à émigrer, quel qu'en soit le prix.

## Un prétexte: l'assassinat de vom Rath
« Avec l'aide de Dieu [...]. Je ne pouvais agir autrement. Mon cœur saigne quand je pense à notre tragédie [...]. Je dois exprimer ma révolte de telle sorte que le monde entier l'entende, et je compte le faire. Je vous supplie de me pardonner. »

— Lettre de Herschel Grynszpan à son oncle, 7 novembre 1938

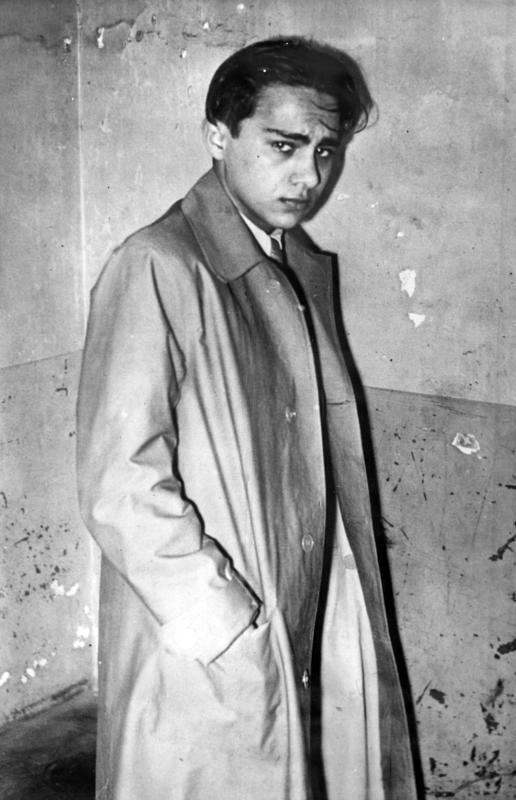
Herschel Grynszpan après son arrestation à Paris.

Le 7 novembre 1938, un jeune Juif polonais d'origine allemande réfugié à Paris, Herschel Grynszpan, âgé de 17 ans dont la famille résidant à Hanovre a été expulsée, le 27 octobre, d'Allemagne vers la Pologne (dans le cadre de la Polenaktion), achète un pistolet puis se rend à l'ambassade d'Allemagne à Paris, où il demande à voir un responsable. Envoyé au bureau du premier secrétaire Ernst vom Rath, Grynszpan tire sur celui-ci et le blesse gravement,,. L’historien Hans-Jürgen Döscher a affirmé que cette attaque pourrait ne pas être motivée politiquement mais être la conséquence d’une relation homosexuelle naissante entre l’assassin et sa victime qui se seraient rencontrés dans le célèbre cabaret parisien Le Bœuf sur le toit : il s’appuie notamment sur des écrits d’André Gide, pour étayer ses affirmations, et vom Rath aurait été réputé à Paris pour ses penchants au point de parfois être surnommé « Mme l’Ambassadeur ». Michael Marrus indique cependant que l'avocat de Grynzspan, Moro-Giafferi, a adopté cette ligne de défense, contre l'avis de son client, en espérant que le crime passionnel lui vaudrait une condamnation plus clémente.
Il ne s'agit pas du premier événement du genre. Le 4 février 1936, un étudiant yougoslave, David Frankfurter, avait assassiné, à Davos, le responsable du parti nazi en Suisse, Wilhelm Gustloff, sans susciter de réaction des autorités ou de la population allemandes, les circonstances, et notamment la proximité des Jeux olympiques de Berlin, « exigeant de serrer la bride aux fanatiques du parti en Allemagne ».
L'attentat contre le diplomate vom Rath ne fait l'objet d'aucune déclaration publique des responsables nazis, même si une campagne antisémite dans la presse orchestrée par Joseph Goebbels dès le 8 novembre 1938 encourage les premiers pogroms menés par des responsables locaux du parti nazi, notamment en Hesse-Cassel, à Munich ou à Hanovre.
Dans son journal, le 9 novembre, Joseph Goebbels relatant la journée du 8, n'écrit rien sur l'attentat de Paris, alors qu'il a passé la fin de soirée avec Hitler au café Heck ; lors de son discours du 8 novembre commémorant le putsch de la Brasserie de 1923, Adolf Hitler est lui aussi muet sur le sujet. Pour Saul Friedländer, « de toute évidence, les deux dirigeants nazis avaient décidé de passer à l'action, mais jugé sans doute préférable d'attendre le décès d'Ernst vom Rath, grièvement blessé ; ce silence insolite était la plus sûre indication de l'existence de plans visant à accréditer une explosion spontanée de la colère du peuple ».
Vom Rath, au chevet duquel Hitler avait envoyé son médecin personnel, le docteur Karl Brandt, décède le 9 novembre 1938 à 17 h 30, et Hitler en est informé entre 19 et 21 h, alors qu'il participe, à Munich, au dîner traditionnel des « compagnons de combat », la vieille garde du parti.

## L'organisation des violences: la fiction de la réaction spontanée
« Je présente les faits au Führer. Il décide : laisser les manifestations se poursuivre. Retirer la police. Les Juifs doivent sentir pour une fois la colère du peuple. C'est justice. Je donne aussitôt les consignes correspondantes à la police et au Parti. Puis je fais un bref discours en conséquence devant les dirigeants du Parti. Tempêtes d'applaudissements. Tout le monde se précipite immédiatement sur les téléphones. Maintenant, c'est le peuple qui va agir. »

— Joseph Goebbels, Munich, 10 novembre 1938

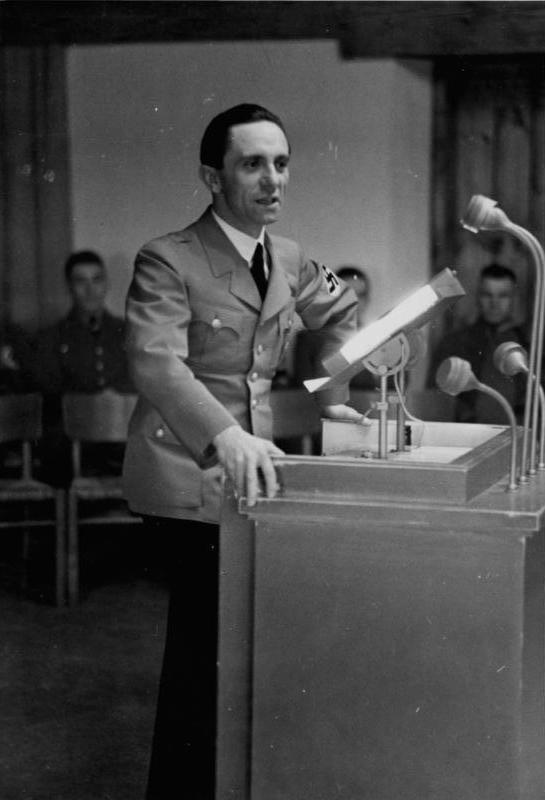
Joseph Goebbels en 1937.

Le 9 novembre 1938 au soir, à Munich, à l'occasion du Tag der Bewegung (Jour du Mouvement), Adolf Hitler, après un long entretien à voix basse avec Joseph Goebbels au cours duquel le Führer semble particulièrement agité,, quitte la réunion sans prononcer son discours traditionnel et sans faire la moindre allusion au décès de vom Rath. Vers 22 heures, Joseph Goebbels, dans un « discours bref mais incendiaire », annonce aux participants la mort d'Ernst vom Rath et leur apprend que des émeutes anti-juives ont éclaté en Hesse-Cassel et en Saxe-Anhalt, en ajoutant que le Führer avait décidé que rien ne devait être fait pour décourager le mouvement au cas où celui-ci s'étendrait à l'ensemble du Reich. Selon un rapport du tribunal suprême du parti rédigé début 1939 : « Le parti devait organiser et exécuter l'affaire sans paraître ouvertement y être engagé ».
La « colère populaire spontanée » mise en avant par les responsables nazis fait en réalité l'objet de quatre vagues d'ordres successives : à partir de 22 heures, les chefs régionaux de la SA donnent, par téléphone, instruction à leurs subordonnés de lancer incendies, destructions et violences à grande échelle ; peu avant minuit, Heinrich Müller, chef de la Gestapo enjoint aux forces de police de ne pas s'opposer aux actions contre les Juifs, d'empêcher les pillages et « tout autre débordement particulier » et de préparer l'arrestation de vingt à trente mille Juifs, « de préférence fortunés » ; à une heure vingt du matin, les instructions de Müller sont complétées et précisées par un télex de Reinhard Heydrich à la police et au SD. Heydrich demande de prévenir les actions qui peuvent mettre en danger des personnes ou des biens allemands, notamment lors de l'incendie des synagogues, d'autoriser la destruction des appartements et commerces appartenant à des Juifs, mais pas leur pillage, de ne pas s'attaquer aux étrangers et de trouver « le personnel nécessaire pour arrêter autant de Juifs, surtout fortunés, que peuvent en accueillir les prisons ». À 2 h 56 du matin, c'est au tour de Rudolf Hess de donner ses consignes.
Pour Rita Thalmann et Feinermann, la succession des ordres, et surtout, la précision des instructions données par Müller, notamment l'ordre d'arrêter de 20 000 à 30 000 Juifs, témoignent de l'existence d'un plan préétabli, antérieur à l'assassinat de vom Rath. Cette analyse est partagée par Gerald Schwab, selon lequel le télex envoyé par Müller, dans lequel il n'est fait aucune allusion à la mort de vom Rath, avait été rédigé au préalable en attendant une opportunité appropriée ; Schwab souligne également que les camps de concentration se préparaient, depuis plusieurs mois, à faire face à un afflux massif et soudain de détenus. Le caractère fallacieux de l'affirmation selon laquelle les violences auraient été spontanées est en outre étayé par un rapport du tribunal suprême du parti rédigé début 1939 : « les instructions orales du Ministre de l'Intérieur ont apparemment été comprises par tous les responsables présents comme signifiant que le parti ne devait pas apparaître, à l'extérieur, comme l'initiateur des manifestations, mais qu'il était, en réalité, chargé de les organiser et de les exécuter. »
Commentant les événements et témoignant de la difficulté d'imposer la version d'un pogrom « spontané », un Blockleiter de Hüttenbach en Moyenne-Franconie, dont le temple juif a été incendié par les responsables locaux du parti nazi et de la SA écrit dans un rapport à sa hiérarchie le 7 février 1939 : « on ne doit pas écrire que le feu a été mis à la synagogue par les membres du parti [...], mais par la population. C'est juste. Mais en ma qualité de chroniqueur, je me dois de relater la vérité. Il est facile d'enlever cette page et d'en rédiger une nouvelle. Je vous en prie, mon chef, comment dois-je établir cette entrée et comment faut-il la formuler ? »
Le 10 novembre 1938, Goebbels consulte Hitler par téléphone aux premières heures de la matinée et le rencontre ensuite lors du déjeuner, alors que les violences se poursuivent. Avec l'aval du Führer, Goebbels donne l'ordre d'arrêter le pogrom. Cette instruction est diffusée par la presse berlinoise à 17 heures, par les stations de radio à 20 heures et dans l'ensemble de la presse le lendemain. Elle est suivie par des messages de Heydrich aux forces de police dont les patrouilles « qui avaient disparu comme par enchantement, ressurgissent à tous les coins de rue ».

## Le pogrom: violences antisémites dans l'ensemble du Reich
« Je vais pour rentrer à mon hôtel, lorsque je vois le ciel [virer au] rouge sang. La synagogue brûle. [...] Nous ne faisons éteindre les incendies que si c'est nécessaire pour les bâtiments allemands du voisinage. Sinon, laisser brûler. [...]

Des vitres volent en éclats. Bravo, bravo ! Dans toutes les grandes villes, les synagogues brûlent. »

— Joseph Goebbels, Munich, 10 novembre 1938

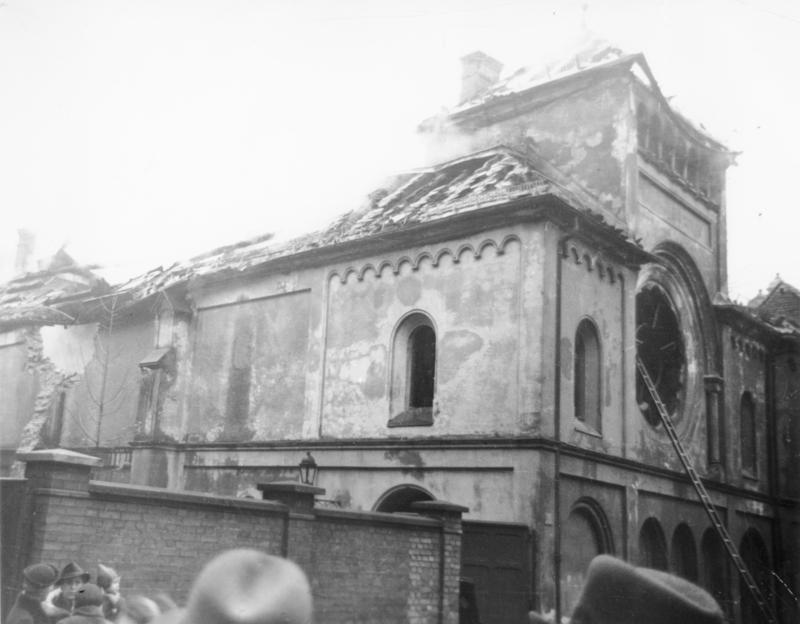
La synagogue de la Herzog Rudolf Strasse à Munich après son incendie.

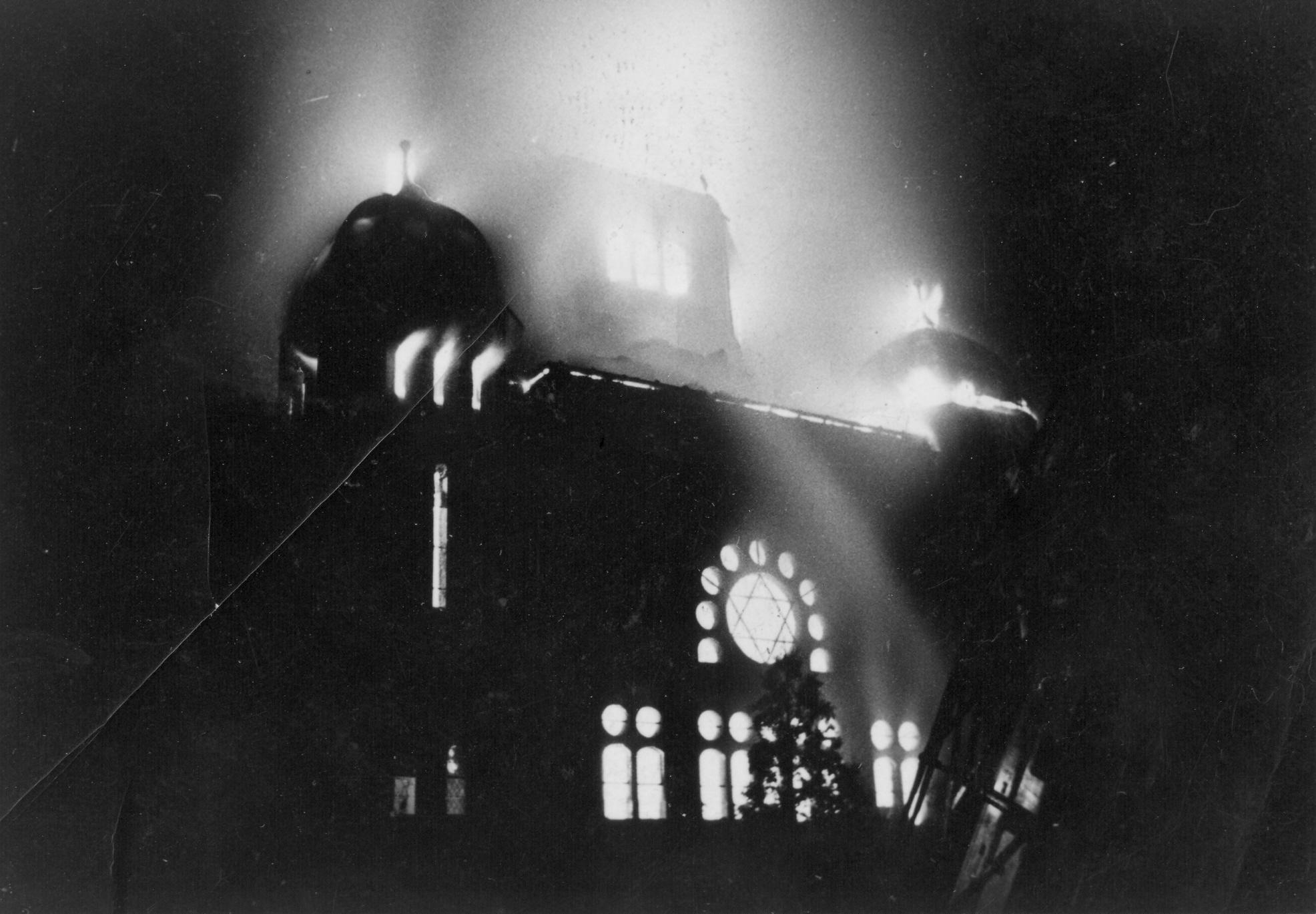
La synagogue d'Opole en feu durant la Nuit de Cristal.

Dès la fin du discours de Goebbels, des membres de la Stosstrupp Adolf Hitler se déchaînent dans les rues de Munich et détruisent la synagogue de la Herzog-Rudolf-Strasse, leur violence allant jusqu'à susciter l'inquiétude du Gauleiter Adolf Wagner. Goebbels donne également des ordres pour qu'ils démolissent la synagogue de la Fasanenstrasse.
Le pogrom s'étend rapidement sur tout le territoire du Reich, des grandes villes aux bourgades : « les Gauleiters entrèrent en action vers 22 h 30. La SA suivit à 23 heures, la police peu avant minuit, les SS à 1 h 20 du matin, relayés par Goebbels à 1h 40. »

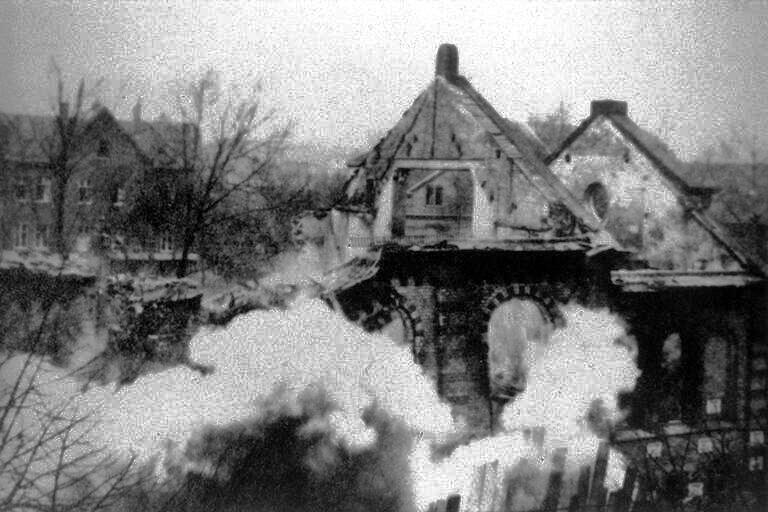
La synagogue d'Eisenach en feu le 8 novembre

À Innsbruck, dans le Gau du Tyrol-Vorarlberg, où ne vivent que quelques centaines de Juifs, un commando de membres de la SS, habillés en civil, assassine plusieurs Juifs influents. Des diplomates témoignent de la violence des saccages opérés à Cologne et à Leipzig ; des scènes semblables se produisent dans la petite ville de Wittlich, en Moselle, où un SA monte sur le toit de la synagogue en agitant les rouleaux de la Torah et en s'écriant « Torchez-vous le cul avec, Juifs ! » À Marbourg, à Tübingen, des membres du parti nazi et de la SA, souvent ivres à la suite de la célébration de l'anniversaire du putsch de la Brasserie, incendient les synagogues sous le regard de pompiers, dont l'action se borne à éviter que les incendies ne se communiquent aux édifices voisins. À Esslingen, des « Chemises brunes » saccagent un orphelinat dans la cour duquel ils font un bûcher avec les livres, les objets religieux et tout ce qui est combustible, en menaçant les enfants en pleurs de les jeter dans le brasier s'ils ne partent pas immédiatement ; à Potsdam, c'est un internat qui est envahi et dont les enfants sont chassés en pleine nuit. À Leipzig, le cimetière juif est saccagé : le lieu de culte et la maison du gardien sont incendiés, les pierres tombales renversées et des sépultures profanées. Dans la petite ville de Treuchtlingen, la violence atteint des sommets : des membres de la SA, encouragés par certains habitants, mettent le feu à la synagogue, brisent les vitrines des magasins juifs et en pillent le contenu, saccagent les habitations occupées par des Juifs, détruisant mobilier, vaisselle et sanitaires et obligeant les femmes, réfugiées dans la cave, à détruire bouteilles de vin et conserves. C'est à Vienne, où s'étaient déjà produites des émeutes anti-juives lors de l'Anschluss, que le pogrom prend ses formes les plus violentes et les plus meurtrières, avec 42 synagogues incendiées, 27 personnes juives tuées et 88 grièvement blessées.
Les violences sont systématiquement assorties de l'humiliation des victimes. À Sarrebruck, on oblige les Juifs à danser, à s'agenouiller et à chanter des chants religieux devant la synagogue, avant de les asperger à la lance à incendie ; à Essen, on met le feu à leur barbe ; à Meppen, on les force à baiser le sol devant le quartier général de la SA, pendant qu'ils sont frappés à coup de pied. À Fürth, des Juifs sont conduits au théâtre : « les uns parqués dans la salle obscure, les autres montés sur la scène violemment éclairée pour y être battus ». À Baden-Baden, les Juifs sont rassemblés dans la synagogue où ils doivent rentrer en piétinant un manteau de prières : une fois à l'intérieur de l'édifice, on leur fait entonner le Horst-Wessel-Lied, puis lire un passage de Mein Kampf à la table de l'officiant.

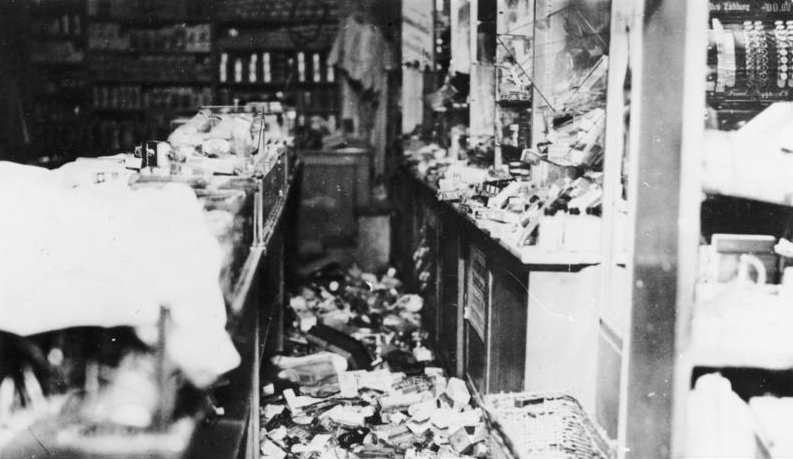
Un magasin juif saccagé à Munich.

À côté des centaines de synagogues et lieux de culte incendiés, plusieurs milliers de commerces, de boutiques et d'appartements juifs sont détruits, saccagés ou pillés, et presque tous les cimetières juifs sont profanés ; des femmes, des enfants et des vieillards sont battus et victimes de brutalités bestiales ; les suicides sont nombreux et plus de 20 000 Juifs sont déportés dans les camps de concentration où ils sont victimes de sadisme et de tortures indescriptibles de la part des gardiens. Un nombre indéterminé de viols et une centaine d'assassinats sont également perpétrés. A Berlin, près de 6.000 Juifs sont emprisonnés au camp de concentration de Sachsenhausen tout proche .
Les exactions ne sont pas commises que par des membres de la SA ou de la SS, mais aussi par des « citoyens ordinaires », par « d'autres secteurs de la population, surtout – mais pas seulement – des jeunes que cinq ans de national-socialisme à l'école et aux Jeunesses hitlériennes n'avaient pas laissés indemnes » ; à Düsseldorf, des médecins de l'hôpital et plusieurs juges prennent part à l'incendie de la synagogue ; à Gaukönigshoven, en Basse-Franconie, des « paysans respectés » profanent le sanctuaire de la Torah et pillent les maisons des Juifs ; dans la matinée du 10 novembre, écoliers et adolescents accablent de leurs sarcasmes, de leurs quolibets et de leurs injures les Juifs raflés par la police et souvent houspillés par des meutes hurlantes qui leur lancent des pierres. Si une partie de la population participe au pogrom, des Allemands témoignent toutefois leur sympathie aux victimes, et dans certains cas, leur prodiguent aide matérielle et réconfort.

## Bilan: une communauté traumatisée

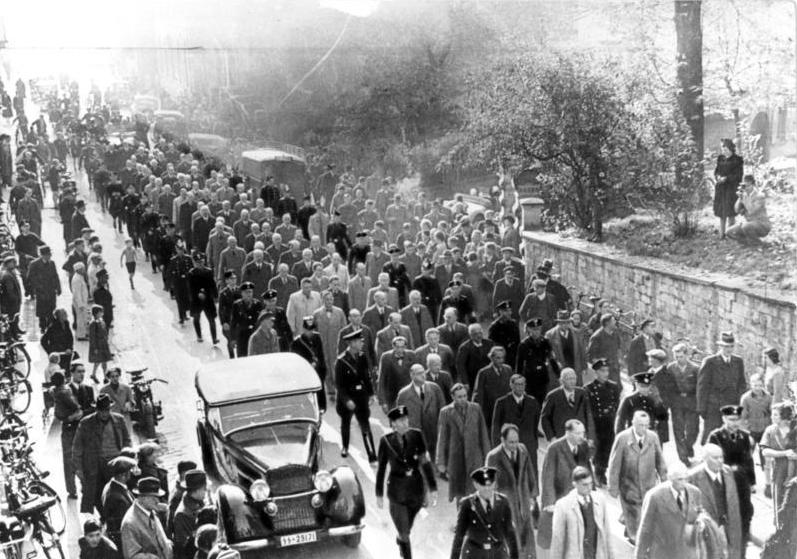
Arrestation de Juifs à Baden-Baden à l'issue du pogrom.

Dans un rapport du 11 novembre 1938, Reinhard Heydrich fait état de 36 morts et d'autant de blessés graves pour l'ensemble du Reich.
Pour Saul Friedländer, « le bilan se révéla bien plus lourd ; dans toute l'Allemagne [y compris l'Autriche annexée], outre les 267 synagogues détruites et les 7 500 entreprises et commerces saccagés, 91 Juifs périrent et des centaines se suicidèrent ou moururent par la suite des sévices infligés dans les camps, ».
Sur ce dernier point, Raul Hilberg estime à plus de vingt-cinq mille le nombre des hommes envoyés dans les camps de concentration nazis, comme Dachau (10 911 dont environ 4 600 en provenance de Vienne), Buchenwald (9 845 personnes) et Sachsenhausen (au moins 6 000).
Pour François Kersaudy, « plus de cent Juifs sont tués et deux mille déportés en camps de concentration, tandis que 7 500 boutiques sont détruites et 12 000 pillées, cent une synagogues sont incendiées, 76 démolies et 267 endommagées ».
Daniel Goldhagen parle d'« à peu près cent Juifs » assassinés, et de trente mille autres déportés en camps.
« Au total — et selon les estimations les plus modérées retenues dans les documents de la Wiener Library — le pogrom coûta la vie de 2 000 à 2 500 hommes, femmes et enfants et laissa des séquelles indélébiles chez tous ceux qui en vécurent l'horreur. »

## Réactions: de l'indignation à l'indifférence

### À l'étranger
Des Juifs étrangers ont été victimes du pogrom, en dépit des directives ordonnant de les épargner : les protestations diplomatiques affluent et sont transmises, sans commentaire, à la chancellerie du Reich où elles sont enfouies dans les dossiers.
La presse internationale condamne les événements : plus de mille éditoriaux paraissent à ce sujet dans la presse américaine, particulièrement véhémente, et le président Roosevelt rappelle l'ambassadeur des États-Unis en consultation. Si l'indignation est générale, elle ne se traduit pas par un élargissement de la politique d'accueil des Juifs du Reich : en 1938, les États-Unis n'atteignent pas leur quota d'immigration juive en provenance d'Allemagne et d'Autriche et n'accordent que 27 000 visas sur les 140 000 demandés ; l'année suivante la Grande-Bretagne « ferme, de fait, les portes de la Palestine à l'immigration juive sans proposer d'autre refuge ». Les réactions sont également indignées dans la presse danoise ou française et le gouvernement fasciste italien s'étonne « que la recrudescence des persécutions antisémites en Allemagne n'entraînât pas l'abandon du projet [d'accord] franco-allemand ». « Il était clair que les émeutes avaient tout d'abord fait perdre à l'Allemagne une grande part des sympathies dont elle bénéficiait dans le monde ».
À la suite des protestations internationales, les entreprises contrôlées par des Juifs étrangers au Reich sont dispensées, le 1er décembre 1938, de la prestation expiatoire et peuvent poursuivre leurs activités après le 31 décembre. Le boycott des exportations allemandes se généralise, notamment en France, en Angleterre, aux États-Unis, au Canada, en Yougoslavie ou aux Pays-Bas.

### En Allemagne
Le pogrom suscite immédiatement de sérieuses tensions parmi les principaux dirigeants nazis. Si aucun de ceux-ci ne s'oppose à des mesures ou des violences anti-juives, les conséquences de la nuit de Cristal sur l'image de l'Allemagne à l'étranger, ses éventuelles répercussions économiques négatives et le fait qu'elle ait été déclenchée par Goebbels sans concertation, entraîne de vives réactions d'Heinrich Himmler, de Hermann Göring ou de Walther Funk.
À de rares exceptions individuelles près, ni les Églises protestante et catholique, ni les milieux universitaires, ni les généraux, ni « aucun représentant de la bonne Allemagne[pas clair] » n'émettent aucune protestation à la suite du pogrom. Si, d'après les rapports du SD, la population réprouve largement la violence et les dommages causés par le pogrom, c'est essentiellement en raison de la destruction inutile de biens qui lèse tous les Allemands et l'État ; l'annonce de l'amende de 1 milliard de marks infligé aux Juifs rassérène les esprits. La direction du parti social-démocrate allemand en exil, la SOPADE, observe également que « la grande majorité du peuple allemand a vivement condamné les violences », et ce pour des raisons diverses comme le souligne Ian Kershaw. Si « la vague d'indignation populaire » contre les Juifs qu'escomptait Goebbels ne s'est pas matérialisée, selon la thèse controversée de Daniel Goldhagen, « face à des critiques limitées, il y avait l'enthousiasme des Allemands pour l'entreprise éliminationniste, que la nuit de Cristal n'entamait pas, et l'immense satisfaction avec laquelle tant d'Allemands avaient accueilli l'événement ».
« D'un point de vue global, le régime a [...] pu considérer comme un succès l'attitude généralement passive dans laquelle se sont enfermés la plupart des Allemands pendant les débordements. Une action violente contre les Juifs allemands, telle qu'on n'en avait plus connu depuis les pogroms du Moyen Âge, avait pu être déclenchée sans soulever de protestation publique. Sur le plan de la propagande, cela revenait à une approbation. La radicalisation des persécutions avait réussi à franchir une nouvelle étape » analyse l'historien allemand Peter Longerich.

## Suites et conséquences: la radicalisation de l'antisémitisme
« J'aurais préféré que vous tuiez deux cents Juifs plutôt que de détruire de telles valeurs. »

— Hermann Göring, Berlin, 12 novembre 1938

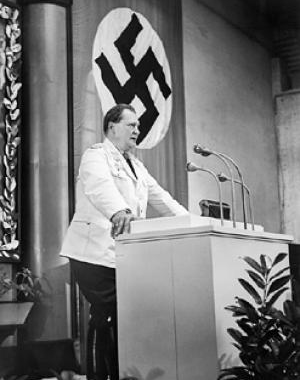
Hermann Göring s'adressant au Reichstag.

La nuit de Cristal est suivie d'une radicalisation des mesures antisémites du régime nazi. Les suites du pogrom sont examinées dès le 12 novembre 1938, lors d'une réunion de haut niveau, présidée par Hermann Göring, à la demande explicite et insistante de Hitler : parmi la centaine de participants, on note la présence de Joseph Goebbels, du chef du RSHA Reinhard Heydrich, des ministres de l'Économie Walther Funk, des Finances Lutz Schwerin von Krosigk et de la Justice Franz Gürtner, de représentants de la Reichsbank et des dirigeants du parti nazi en Autriche et dans le territoire des Sudètes. Les premières discussions portent sur l'indemnisation des dégâts, les seules vitrines détruites étant assurées pour six millions de dollars. Après de longs échanges, notamment entre Göring, Reinhard Heydrich et le représentant des assureurs allemands, il est décidé que les indemnités versées par les assureurs aux bénéficiaires seront confisquées par l'État et il est imposé aux juifs allemands une « amende de réparation » d'un milliard de Reichsmarks et de les obliger de remettre en état, à leurs propres frais, les commerces, bureaux et logements saccagés,.
Lors de cette même réunion, Göring décrète la cessation, à partir du 1er janvier 1939, de toutes les activités commerciales menées par des Juifs, qui doivent vendre leurs commerces et entreprises, titres, bijoux et œuvres d'art, ce qui constitue une phase essentielle de l'aryanisation des biens juifs. Alors que Goebbels évoque tour à tour l'interdiction, pour les Juifs, de l'accès aux distractions publiques, aux forêts ou aux parcs, l'éviction des enfants juifs des écoles allemandes, Heydrich plaide vigoureusement pour une accélération de l'émigration, prenant pour modèle les résultats obtenus à Vienne par Adolf Eichmann : pour accélérer cette émigration, il préconise le port d'un insigne spécial par toutes les personnes considérées comme juives aux termes des lois de Nuremberg, Göring étant, pour sa part, partisan de la création de ghettos. Si ces deux mesures ne sont pas retenues, le pogrom a atteint son but et l'émigration juive s'accélère : 80 000 Juifs fuient le Reich, « dans les circonstances les plus traumatisantes », entre la fin de 1938 et le début de la guerre.
Dans la foulée, les discriminations antisémites se multiplient et se durcissent : le 15 novembre 1938, tous les enfants juifs encore présents dans les écoles allemandes en sont chassés ; le 19, les Juifs sont privés d'aide sociale ; le 28, le ministre de l'intérieur Wilhelm Frick informe les présidents des Länder qu'ils peuvent exclure les Juifs de certains espaces publics et le lendemain, il interdit aux Juifs de posséder des pigeons voyageurs. Durant les mois de décembre 1938 et janvier 1939, les mesures destinées à exclure les Juifs de la vie publique, professionnelle et culturelle sont de plus en plus nombreuses et de plus en plus dures.
Si les autorités nazies s'acharnent sur les victimes des pogroms, elles font preuve d'une mansuétude toute particulière à l'égard des auteurs des pires exactions. Les incendies, les destructions et les brutalités sont conformes aux instructions données successivement par les responsables de la SA, Heinrich Müller et Heydrich, mais tel n'est pas le cas des pillages, des meurtres et des viols. Le pogrom terminé, les tueurs ne sont que rarement poursuivis ou condamnés à des peines particulièrement légères ; dans une lettre secrète au procureur de Hambourg, le ministère de la Justice précise, le 19 novembre, que l'assassinat de Juifs et les dommages corporels graves […] ne devaient être sanctionnés que « s'ils avaient été dictés par des raisons personnelles ». En revanche, les coupables de viol sont expulsés du parti et traduits devant les tribunaux civils, le tribunal interne du parti nazi estimant ce crime contraire aux lois de Nuremberg qui interdisent depuis 1935 « toute relation sexuelle entre Juifs et Gentils » plus grave que le meurtre. Dans son rapport du 13 février 1939 adressé à Goebbels, l'Obergruppenführer Walter Buch, qui enquête sur les excès commis pendant la nuit de Cristal, relève seize faits, dont trois à caractère sexuel et treize meurtres ; il recommande que les poursuites soient abandonnées à l'exception de deux cas de viol, les assassins ayant agi sur l'ordre de leurs supérieurs ou en pensant que leurs crimes étaient conformes aux instructions.

## Commémorations en Allemagne: du silence à la célébration
La commémoration de la nuit de Cristal reste confidentielle pendant de nombreuses années. Au cours des années 1940 et 1950, les mentions dans la presse sont rares : la première d'entre elles est effectuée dans le Tagesspiel, quotidien de Berlin-Ouest, le 9 novembre 1945, ce journal ne revenant sur l'événement qu'en 1948. À l'Est, le journal officiel Neues Deutschland, publie sur le sujet en 1947 et 1948, puis après plusieurs années de silence, en 1956 ; en 1958, le vingtième anniversaire du pogrom n'est pas mentionné. Il faut attendre le quarantième anniversaire de l'événement, en 1978, pour que celui-ci soit commémoré par la société tout entière.
Le 70e anniversaire de la nuit de Cristal, le 9 novembre 2008 à la synagogue de la Rykestrasse, est l'occasion pour la chancelière Merkel de lancer un appel afin que « l’héritage du passé serve de leçon pour l’avenir ». La chancelière dénonce « l’indifférence à l‘égard du racisme et de l’antisémitisme ». Pour elle, c’est un premier pas qui peut remettre en cause des valeurs incontournables. « Trop peu d’Allemands ont eu à l’époque le courage de protester contre la barbarie nazie (...). Cette leçon à tirer du passé vaut aujourd’hui pour l’Europe, mais aussi pour d’autres régions, notamment pour les pays arabes ».
Une commémoration importante s'est aussi tenue à Bruxelles le 9 et le 10 novembre 2008.
À l'occasion des quatre-vingt ans de la nuit de Cristal, la chancelière Angela Merkel prend la parole dans la plus grande synagogue du pays à Berlin. Lors de son allocution, elle rappelle que « l'État doit agir de manière conséquente contre l'exclusion, l'antisémitisme, le racisme et l'extrémisme de droite ». Elle pointe ceux qui « réagissent par des réponses prétendument simples aux difficultés », une référence selon Le Monde à l'essor des populismes et de l'extrême droite en Allemagne comme en Europe. En Autriche, le président de la république Alexander Van der Bellen prend la parole sur le site de l'ancienne synagogue de Leopoldstadt. Il déclare notamment que « nous devons regarder l'histoire comme un exemple qui montre jusqu'où peuvent mener les politiques du bouc émissaire, de l'incitation à la haine et de l'exclusion » et poursuit en affirmant : « Soyons vigilants pour que les dégradations, les persécutions et les suppressions de droits ne puissent jamais se répéter dans notre pays ou en Europe ».

## KristallnachtouReichspogromnacht?: querelle étymologique

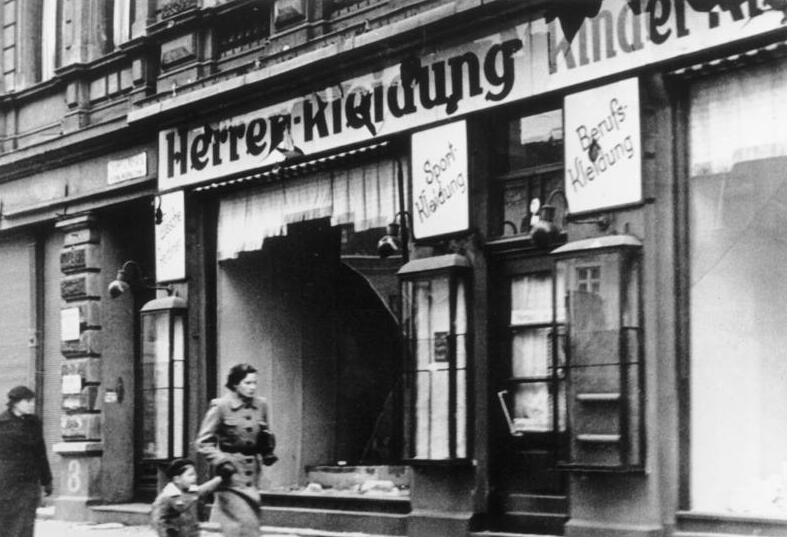
Magasin juif saccagé à Magdebourg.

Si tous les auteurs s'accordent sur le fait que l'expression « nuit de Cristal » (« Kristallnacht ») fait référence aux débris de verre encombrant les trottoirs devant les vitrines des magasins juifs saccagés, et qu'elle apparaît à Berlin, le consensus ne dépasse pas cette généralité. Pour Kershaw, ce terme provient du « parler populaire », pour Karl A. Schleunes, il s'agit d'une dénomination inventée par de beaux esprits berlinois. Selon Arno J. Mayer, l'appellation a été créée par la propagande nazie afin de concentrer l'attention du public sur les dommages matériels, en occultant les pillages et les violences physiques. Elle est utilisée par un responsable nazi du Gau de Hanovre lors d'un discours prononcé le 24 juin 1939, avec une connotation « humoristique ».

« Nuit de Cristal ! Cela brille et pétille comme lors d’une fête. Il est grand temps que ce terme, offensant par sa minimisation, disparaisse à tout le moins des ouvrages historiques »

— Avraham Barkai, 1988.
Dans un ouvrage paru en 2001, le politologue allemand Harald Schmid souligne la multiplicité des termes utilisés pour désigner les violences antisémites des 9 et 10 novembre 1938 et l'interprétation controversée donnée au vocable « nuit de Cristal ». Remis en cause dès le 10e anniversaire de l'événement, il est remplacé, en 1978, par le terme politiquement correct de Reichspogromnacht, qui s'impose durablement à partir des célébrations du cinquantième anniversaire en 1988. De nombreux historiens allemands continuent toutefois à utiliser le terme Kristallnacht . Ce débat sur la terminologie est essentiellement circonscrit en Allemagne et en Autriche et peut susciter un profond étonnement ailleurs dans le monde universitaire, notamment anglophone. La diversité du vocabulaire selon les aires linguistiques est illustrée lors du 70e anniversaire : alors qu'en Allemagne, la chancelière Angela Merkel n'utilise que le terme Pogromnacht, à Bruxelles, le président du Comité de coordination des organisations juives de Belgique (CCOJB) emploie le terme Kristallnacht.